# روي كيلنر
روي كيلنر (بالإنجليزية: Roy Kilner)‏ ( 1890 – 1928 م) هو لاعب كريكت من المملكة المتحدة، والمملكة المتحدة لبريطانيا العظمى وأيرلندا، ولد في Wombwell ‏، توفي في Kendray ‏، عن عمر يناهز 38 عاماً ، بسبب حمى التيفوئيد.

## جوائز
حصل على جوائز منها:
لاعب كريكت ويسدن للسنة ‏